# Miconia brenesii
Miconia brenesii là một loài thực vật có hoa trong họ Mua. Loài này được Standl. mô tả khoa học đầu tiên năm 1938.